# 甲基黄
甲基黄（英語：Methyl yellow、二甲基黃）是一种酸碱指示剂、工業用油溶性染色劑。

## 物理性质
- 橘黄色液状晶体。
- 熔点：114~117℃，同时分解。
- 不溶于水，溶于乙醇、乙醚、苯、氯仿、石油醚、油类。

## 酸碱指示剂
- 甲基黄本身为碱性，变色范围为pH值2.8~4.0。
- 在酸性环境中呈红色，在碱性环境中呈黄色。
- 每10L试液，用1滴甲基黄即可。

## 危险性
- 遇高温、明火或与氧化及接触有燃烧的危险。
- 受热分解放出有毒烟气。
- 经呼吸道、消化道、皮肤进入体内，可导致铁血红蛋白症、紫绀，严重时可致死。

## 致癌性
- 甲基黄是可疑人类致癌物，国际癌症研究中心已将其列入第2B类致癌物质。[5][6]

## 用途
黃色染劑（IARC第2B类致癌物質）
非法食品添加劑
- 豆乾等豆類製食品[8]
- 醃漬黃（天然黃色染劑替代物「山梔子」，其花卉為栀子花；其他，食用色素4號、5號，惟不可食用過量。）[1][8]
- 醃漬紅色的泡菜[8]
- 糖果、蜜餞[9]
- 酸菜、芥菜[1]
- 人造奶油[10]

工業用
- 金紙（紙錢）初段加工中的染色劑[11]

## 相關
皂黃
- 工業染色，如油漆染料、紙、肥皂、皮革。[a]
- 非法食用染色，如豆乾等豆類製食品、鹹魚[a]
- 林口長庚醫院臨床毒物科主任林樑表示，皂黃[a]是工業染劑，過量暴露會傷肝、長期暴露會導致肝癌風險增加。其外表跟合法人工色素黃色4號、5號的黃豆干差異並不會太大，但有刺鼻的異味。[14][17]

二乙基黃（diethyl yellow）

## 外部連結
- 国际化学品安全卡1498
- . Inchem.
- CDC - NIOSH Pocket Guide to Chemical Hazards （页面存档备份，存于）
- Chung, K. T.; Fulk, G. E.; Andrews, A. W.  (pdf). Applied and Environmental Microbiology. 1981, 42 (4): 641–648. PMC 244076 . PMID 7039509.